# Копаніна (Вонґровецький повіт)
Копаніна (пол. Kopanina) — село в Польщі, у гміні Дамаславек Вонґровецького повіту Великопольського воєводства.
Населення — 75 осіб (2011).
У 1975-1998 роках село належало до Пільського воєводства.

## Демографія
Демографічна структура станом на 31 березня 2011 року:
|          | Загалом | Допрацездатний вік | Працездатний вік | Постпрацездатний вік |
| -------- | ------- | ------------------ | ---------------- | -------------------- |
| Чоловіки | 39      | 5                  | 30               | 4                    |
| Жінки    | 36      | 11                 | 19               | 6                    |
| Разом    | 75      | 16                 | 49               | 10                   |